# كارل لارسن
كارل لارسن (بالإنجليزية: Karl Larsen)‏ هو مصور أمريكي، ولد في 25 سبتمبر 1968 في بروكلين في الولايات المتحدة.

## وصلات خارجية
- كارل لارسن على موقع IMDb (الإنجليزية)